# Villas de la Ventosa
Villas de la Ventosa è un comune spagnolo di 208 abitanti situato nella comunità autonoma di Castiglia-La Mancia.
Il comune comprende i nuclei abitati di Bólliga, Culebras, Fuentesbuenas, Valdecañas, La Ventosa (capoluogo) e Villarejo del Espartal.